# Duncan Schiedt
Duncan Preston Schiedt (* 13. Mai 1921 in Atlantic City, New Jersey; † 12. März 2014 in Pittsboro, Indiana) war ein US-amerikanischer Jazz-Fotograf, Autor und Historiker.

## Leben
Duncan Schiedt wuchs an der Ostküste der USA auf und lebte von 1936 bis 1950 im Raum  New York City. Bei einer seiner Reisen nach England entwickelte er großes Interesse an der Swingmusik; nach seiner Rückkehr in die Vereinigten Staaten machte er die Jazzfotografie zu seinem Hobby. Während des Zweiten Weltkriegs diente er als Armee-Fotograf bei der Luftwaffe und war u. a. bei den Kernwaffentests im westlichen Pazifik, wie auf der Operation Crossroads im Bikini-Atoll eingesetzt. Nach Kriegsende arbeitete er im Foto-Geschäft und auch als Theaterfotograf; 1951 zog er nach Indiana. Dort entstanden vier Bücher über Fotografie und Jazzgeschichte, wie eine Fats-Waller-Biographie und das Werk Indiana: A Jazz State. Das 1996 edierte Buch Twelve Lives in Jazz enthielt Essays Schiedts über Musiker wie Louis Armstrong, Bix Beiderbecke, Jelly Roll Morton bis Count Basie, Billie Holiday, Coleman Hawkins und Charlie Parker. Seine jüngste Veröffentlichung war das 2004 erschienene Buch Jazz in Black and White, das Fotografien von Schiedt über einen Zeitraum von sechzig Jahren umspannt. Über Schiedts Werk erschienen weitere Publikationen und TV-Dokumentationen, wie in Ken Burns’ zehnteiliger Reihe über Jazz auf dem Sender PBS. Im Jahr 2000 wurde er in die Indianapolis Jazz Foundation Hall of Fame aufgenommen. Er lebte in Pittsboro im Hendricks County, Indiana, wo er am 12. März 2014 im Alter von 92 Jahren verstarb.

## Werke (Auswahl)
- Jazz State of Indiana. (1977) ISBN 0960352805
- Twelve Lives in Jazz, Delta Publishing 1996
- Jazz in Black and White - The Photographs of Duncan Schiedt (Indiana University Press), ISBN 025334400X
- Chuck Denison (Autor); Duncan Schiedt (Fotos): The Great American Songbook: Stories of the Standards Robert D. Reed Publishers 200, ISBN 1931741425
- Ed Kirkeby, Sinclair Traill & Duncan Schiedt: Ain't Misbehavin': The Story of Fats Waller, New York, Da Capo Press 1975, ISBN 0306706830